# Rettungsbootdienst
Der Rettungsbootdienst hat zum Ziel das Befähigungszeugnis als Rettungsbootmann. Die Prüfung wird von einem technischen Aufsichtsbeamten der Seeberufsgenossenschaft (SBG), heute Knappschaft-Bahn-See, abgenommen. Der Rettungsbootmann hat nachzuweisen, dass er mit allen Verrichtungen beim Zuwasserbringen der Rettungsboote und mit ihrer Handhabung vertraut sowie im Gebrauch der Riemen geübt und befähigt ist, die im Rettungsbootdienst üblichen Befehle zu verstehen und auszuführen.
Die Gültigkeit des Zeugnisses erlischt nach zehn Jahren. Das Befähigungszeugnis kann vorher entzogen werden, wenn der Inhaber bei einer Besichtigung (Bootsprüfung) den Anforderungen nicht genügt.